# アル＝ファーティハ財団
アル＝ファーティハ財団とはゲイ、レズビアン、トランスジェンダーであるムスリムたちの運動を推進する団体である。
パキスタン系アメリカ人のファイサル・アラム（en:Faisal Alam）により1998年に設立され、非営利団体として認可されている。この団体の萌芽はインターネット上で様々な国から多くのゲイ、レズビアンや問いをもったムスリムが集まったリストサーバであった 
。
2001年、世界的なカリフ制を設立するよう求めている国際的団体Al-Muhajirounは、アル＝ファーティハ財団のメンバー全てがムルタッド（背教者）あるいは棄教者であり、死罪であると非難するファトワを発した。保守的な社会からくる脅迫のため、財団のサイトのメンバーの多くは秘密主義の慣例を続けようと匿名であることを選ぶ。
アル＝ファーティハ財団は、アメリカ合衆国だけでなくイギリス、カナダ、スペイン、トルコ、南アフリカに14の地方支部を持っている。

## 参照
1. ↑  "Cyber Mecca," The Advocate, March 14, 2000
2. ↑  Tim Herbert, "Queer chronicles",  Weekend Australian, October 7, 2006, Qld Review Edition.